# Oles Buzina
Oles Alekseevitj Buzina (ukrainska: Олесь Олексійович Бузина; ryska: Олесь Алексеевич Бузина), född 13 juli 1969 i Kiev, död 16 april 2015 i Kiev, var en ukrainsk historiker, journalist, författare och tv-värd. 
Buzina var under en tid chefredaktör för den ukrainska tabloidtidningen "I dag" ("Сегодня/Segodnja"). Han var en känd oppositionsjournalist som ofta framförde kritik av presidenten Petro Porosjenko samt Arsenij Jatsenjuk och hans interimsregering och regering. Han stödde i sitt politiska och journalistiska arbete en federalisering av Ukraina, samt ett tvåspråkigt Ukraina med bred utveckling av båda ryskan och ukrainskan. Han kandiderade i parlamentsvalet 2012 för partiet Ryska blocket (Русский блок) men blev inte invald. Buzina var aktiv i den så kallade Antimajdan-rörelsen som var motståndare till störtandet av Viktor Janukovytj.

## Mordet på Buzina
Buzina sköts ihjäl 2015 av två maskerade män på öppen gata nära hans hem i Kiev. Detta skedde tre dagar efter en annan ukrainsk oppositionsjournalist,  chefredaktören för Internetportalen ProUA Sergej Suchobok också blev mördad och mindre än ett dygn efter att Oleg Kalasjnikov före detta parlamentsledamot för Regionernas parti hittats skjuten till döds. Under februari och mars 2014 dog tre Janukovytj-trogna före detta parlamentariker i vad som från myndigheterna sida sagts vara självmord. Myndigheterna har nekat till att ha något med dödsfallen att göra. President Petro Porosjenko anser istället att hans motståndare har utfört morden på sina egna i syfte att destabilisera landet. I ett pressmeddelande skrev han: ”Det här är en avsiktlig handling som spelar våra fiender i händerna”.
Anton Herashsjenko, parlamentariker och rådgivare åt inrikesministern, har antytt att proryska krafter ligger bakom dödsfallen eftersom de enligt honom inte vill att "övergreppen mot Euromajdan-demonstranterna" utreds och kommer fram. 
Även Rysslands president Vladimir Putin kommenterade samma dag mordet på Buzina då han i ett direktsänt telefonväkteri i rysk tv, kallade mordet på Buzina för ”politiskt”.
En nationalistisk ukrainsk grupp med samma namn som den nationalistiska ukrainska gerillarmé aktiv på 1940-talet "Ukrainska upprorsarmén" (Українська Повстанська Армія) tog kort efter på sig ansvaret för mordet på Buzina och andre oppositionella.